# أفانيوس ألميري
أفانيوس ألميري (الاسم العلمي: Aphanius almiriensis) هو نوعٌ ضمن جنس أفانيوس.